# Александър Хитов
Александър Панайотов Хитов е български юрист.

## Биография
Роден е през 1881 г. в Русе. Син е на революционера Панайот Хитов. Участва в Първата световна война като запасен поручик, командир на военно-полицейски полуескадрон в щаба на Шеста пехотна бдинска дивизия. Награден е с ордени „За военна заслуга“, V степен и „За храброст“, IV степен.
Завършва право и работи като касационен съдия. През 1922 г. е изпратен в САЩ по задачи на Българска народна банка във връзка с печатане на български банкноти.
Умира през 1939 г. в София.
Личният му архив се съхранява във фонд № 1586К в Централен държавен архив. Той се състои от 18 архивни единици от периода 1923 – 1956 г.